# سعيد المفتاحي
سعيد المفتاحي (ولد سنة 1959 بمكناس) فنان ملحون مغربي.

## حياته
ولد سعيد المفتاحي بمدينة مكناس وسط المغرب سنة 1959. تلقى تعليمه في فن الملحون على يد مجموعة من شيوخ فن الملحون وبالخصوص الأستاذ أحمد أكومي والراحل الحاج الحسين التولالي بالمدرسة الوطنية التابعة لوزارة الثقافة المغربية.
بدأ يشارك في الحفلات والمهرجانات من خلال حفلات بهولندا وألح عليه المغاربة المقيمون هناك بالبقاء فقرر العيش بأوروبا في فرنسا. كان الهدف من هذا الإختيار حسبه هو «تبليغ مجموعة من الفنون والموسيقى المغربية إلى الآخر ولمن لا يعرفونها من أبناء الجالية الذين ولدوا في الخارج ويعرفون هذه الموسيقى لكن كما يروج لها الآن بعيدا عن موسيقى الماضي».
يلقبه الإعلام بسفير المحلون وذلك نظرا لانتقاله للعيش مند سنوات بمدينة مونت لاجولي بضواحي باريس.

## إنجازاته
صدرت لسعيد المفتاحي عدة ألبومات بالمغرب وخارجه وكان اخرها يحمل عنوان الغريب. وشارك في عدة مهرجانات موسيقى الشعوب بمجموعة من الدول الأوروبية والعربية. 
كما تقلد عدة مناصب منها:
- رئيس سابق لجوقة الملحون في مدينة مكناس.
- رئيس فرقة الملحون بفرنسا حاليا.
- عضو في مؤسسة «حقوق التأليف» العالمية
- عضو بمؤسسة «لدامي» الفرنسية لحماية حقوق الفنان
- عضو بالمكتب الشرفي لجمعية «ربيك» الإفريقية

## أقواله
من أقوال سعيد المفتاحي حول الملحون: «الملحون ليس موسيقى وهي حقيقة معروفة، فالإنشاد في الملحون هو كل شيء وهو سرد مصحوب بالنقر الموسيقي.»

## شهادات

### شهادة الباحث الدكتورعبد المجيد فنيش
" أؤكد أن الفنون الشعبية عموما والملحون على وجه الخصوص لا يُدرس إنما يُردرك بالممارسة اليومية، أستاذ سعيد المفتاحي هو واحد من الذين أدركوا لب الفن المعيش اليومي، الاستماع إلى الشيوخ بانتظام، وتاتي الدراسة لتكمل هذا المعطى، نبتة الفنان سعيد المفتاحي نبتة طبيعية فكان لابد ان تصل إلى هذا المستوى التي هي عليه. الفنان سعيد المفتاحي بحكم وجوده بمدينة ملحونية تراثية التي هي مدينة مكناس بحكم إقباله وهو في بدايات عمره من خلال المزاوجة بين الصناعة التقليدية والحقل كحقل رئيسي ظهر فيه فن الملحون من خلال الالتقاط والاستماع والإصغاء، فتحول وهو صغير جدا إلى حفاظ والصورة عندما سيجد شيخ المنشدين المغاربة المرحوم الحاج الحسين التولالي في صورته وفي شبابه، فكان يرى في سعيد المفتاحي الحسين التولالي نفسه كيف بدأ وكيف تألق.
سعيد المفتاحي هو واحد من الذين اعادوا الاعتبار إلى قوة الملحون الكامنة في فصاحة اللسان ووضوح في الصوت وضغط سليم على مخارج الحروف أيضا النغم المتميز، اشتغل سعيد المفتاحي في المصاحبة الموسيقية والإيقاعية في إطارها في بداياتها منضبط في الشكل التقليدي الإيقاعي في الجانب الموسيقي وله تسجيلات كثيرة في هذا الجانب، سعيد المفتاحي ليس منشدا فقط فهو منفتح على أنماط موسيقية أخرى العصرية مادتها الرئيسية (تاعيساوية) استطاع ان يجمع بين هذه الفتوة الإيقاعية في (تاعيساوي) وبين الإيقاع الملحوني إضافة إلى قوته في الملحون، فهذه المرحلة التي جمعها سعيد المفتاحي، العيساوية والتواتية (أهل توات). فن الملحون أصبح يتجاوز الإنتاج الخاص وها جزء من هوية المة وما يتعلق بهوية الأمة.
قصيدة الغريب كانت انفتاحا على التراث إلا أننا نرى اللحن الأصلي هو للشيخ العنقة أحد الأسماء البارزو في الأقطار المغاربية وبالخصوص في القطر الجزائري الشقيق".

### شهادة الفنانعبد السلام الخلوفي
«فن القول المغربي الصميم سعيد المفتاحي أداؤه الأنيق وتمكنه من الإشباع المقامي وإلباس الكلمة ما تستحقه من نغم، سعيد المفتاحي أصبح فيرا للملحون المغربي فهو يقوم بعمل جبار ليس على صعيد الملحون فقط بل على صعيد مجموعة من الأنماط التراثية الآيلة للانقراض والاندثار بفعل ما يتم تقريرها وتسجيلها».

### شهادة الإعلاميعتيق بنشيكر
«الذاكرة تعود بي إلى التسعينات لأتذكر ذلك الشخص الذي كان في انحناءة كبيرة لأساتذته حيث اتى إلى الدار البيضاء ليقدم أولى خطواته الإبداعية في فن الملحون متأثرا بأساتذته الكبار. مرت السنون إل أن جاءت هذه الفرصة لأقول شيئا مهما ماهو أفق هذا الفن الذي أصبح شيئا فشيئا بفعل التحول المهول في التعبير الفني والمتابعة الفنية دون دخول تيارت جارفة في مجال الإبداع الإنساني عموما والمحلي والتراثي عل وجه الخصوص وبالضبط فن الملحون... سعيد المفتاحي لديه إمكانيات وقدرات مهمة جدا سواء من خلال نشاطه الكبير على مستوى العالم».

### شهادة الأستاذ الباحث المتخصص في فنون الأدب الشعبي محمد الراشق
«الخصوصيات التي ينفرد بها سعيد المفتاحي سواء على مستوى الاختيارات أو الاجتهادات أنه على مستوى التعبير هو منشد مجدد حيث أدرك معنى بعض المقولات في السياق العام الذي جاء به الملحون... الإنشاد هو مقود الشعر والنتعة في الشعر هي الاستماع اليه وذلك يتجلى في مجموعة من الشروط، الفصاحة الدراية التحد مع القصيدة والانسجام معها هذا بالضبط الذ سار عليه الفنان سعيد المفتاحي فلديه مجموعة من المميزات دائم التقاش والبحث، وحاليا يؤطر مجموعة من الشباب والفنانين»

### شهادة محمد الأشراقي
"الفنان بل سفير الملحون سعيد المفتاحي يعتبر امتدادا للقصيدة الملحونية للحسين التولالي رحمه الله ظل وفيا أولا لهذه المدرسة ثم كذلك ظل وفيا لتراث بلده ويدافع عنه بشكل مستميت في الديار الفرنسية وهذا شيء يشكر عليه، سعيد المفتاحي يمتاز بالطيبوبة ويعطينا نموذجا للفنان الحقيقي فنان شامل ومتكامل بكل صدق ويحرص على التواصل مع محبي هذا التراث.
الفنان سفير الملحون سعيد الفمتاحي يمضي متألقا في عطاءاته، متألق في إبداعاته، يزيدها جانبا أساسيا هو دماثة الخلق والطبع الجميل يزيدها تألقا وإشعاعا".

## وصلات خارجية
- سعيد المفتاحي رفقة جوقه في برنامج «ألحان عشقناها» على القناة الثانية المغربية.